# Vamachara
El término sánscrito vāmāchāra significa ‘conducta de la izquierda’ y es sinónimo de vāma-mārga (‘el sendero de la mano izquierda’ o ‘el sendero izquierdo’). Es usado para describir particulares prácticas tántricas y es considerado heterodoxo (no ortodoxo) de acuerdo a las usuales normas sociales hinduistas. El término dákshinachara (conducta de la derecha, socialmente aceptada) o dákshina-marga es usado para referirse a sectas tántricas que no se involucran en estas prácticas heterodoxas.
- vāmāchāra, en el sistema AITS (alfabeto internacional de transliteración sánscrita).
- वामाचार, en escritura devanagari del sánscrito.
- Pronunciación: /vámachara/ o /vamachára/ (se desconoce la pronunciación debido a que el sánscrito escrito, aunque siempre explicitó sus vocales largas o cortas, nunca explicitó sus acentos).

## Etimología
El término sánscrito vāma-āchāra es un tat purusha (compuesto de términos) formado por vāma [váma]: ‘izquierda’ y āchāra [achara]: ‘conducta’.
- en los tantras, ‘doctrina de la mano izquierda’ (o sea, la adoración de la energía femenina, personificada como Śakti, la esposa del dios varón Śiva; se opone a dákshiṇāchāra;
- comportarse mal o de una manera incorrecta.

«El medio del logro espiritual, el cual varía de persona a persona de acuerdo a su competencia [...] Los āchāra son generalmente de siete tipos: védicos, visnuistas, shivaísta, dakṣiṇa, vāma, siddhāṇta y kaula, dividiéndose en dos amplias categorías: dakṣiṇa y vāma. Las interpretaciones varían en considerar la naturaleza y agrupación de los āchāras. Se sostiene generalmente que aquellos que participan en los rituales de las «cinco emes» pertenecen a la categoría de vāmāchāra.»
N. N. Bhattacharya[cita requerida] 

Vāma significa ‘placentero, amable, agradable’ y dákshina significa ‘derecha’ o ‘sur’ (ya que encarando el Sol ascendente hacia el este, dáksina sería el lado derecho). El término vāmāchāra es traducido a menudo como ‘práctica de la mano izquierda’, mientras que dakṣiṇa-mārga es traducido como ‘práctica de la mano derecha’.
Una etimología alternativa es que es posible que la primera palabra de la expresión vāma-āchāra no sea vāma (‘izquierdo’), sino vāmā (‘mujer’). N. N. Bhattacharya señala que un rasgo principal de los tantras es el respeto por el estatus de la mujer como una representación de la diosa Shakti, y que si esta fue la concepción original subyacente a vāmāchāra, el término opuesto dákṣiṇāchara puede haber sido un desarrollo tardío.
También usual el término alternativo vāma-mārga (‘el sendero de la izquierda’). En este compuesto la ambigüedad entre vāma y vāmā no está presente, porque la a final en vāma es claramente una vocal corta.

### Significado de vama[2]
- vāma (m.): el acto de vomitar.
- vāmá: encantador, querido, agradable, agradable, justo, hermoso, magnífico, noble (según el Rig-veda).
- vāmá: luchar por, ansiosos de, decidido a, aficionado a (según la literatura kavia, el Kathā-sarit-sāgara, y el rāsha-taramguini).
- (m.): el pecho femenino (según lexicógrafos).
- (m.): Kamadeva, el dios del Amor (según lexicógrafos).
- (m.): nombre del dios Shivá (según el Bhágavata-purana).
- (m.): nombre de un Rudra (según el Bhágavata-purana).
- (m.): nombre de Varuṇa (según lexicógrafos).
- (m.): vāma-deva-guhya (según los shivaístas, en el Sarva-darshana-samgraja).
- (m.): nombre de un hijo del sabio Richika (según el Majábharata).
- (m.): nombre de un hijo del rey Krisná y Bhadrā (según el Bhágavata-purana).
- (m.): nombre de un príncipe (hijo de Dharma).
- (m.): nombre de un hijo de Bhaṭṭa-Nārāyaṇa (según el Ksitisa-vamsavali-charita).
- (m.): nombre de uno de los caballos de la Luna (según el Visnú-purana).
- (m.): un tipo de verdura de hojas comestibles, o el Chenopodium album (según lexicógrafos).
- (m.): una forma particular de la diosa Durgá (según algunos Puranas).
- (m.): una śakti particular (según el Chatur-varga-chintāmaṇi, de Jemadri).
- (m.): nombre de Laksmí, la diosa de la fortuna (según Wilson).
- (m.): nombre de Sárasuati, la diosa del conocimiento (según Wilson).
- (m.): de una de las madres Matris que atienden al dios Skanda (según el Majábharata).
- (m.): nombre de la madre de Pārśva, el 23.º arhat del actual avasarpiṇī (según lexicógrafos).
- (m.): burra (según lexicógrafos).
- (m.): camella (uṣṭra: ‘camello’, vama o ustra-vama: ‘camella’).
- (m.): una elefanta joven (según lexicógrafos).
- (m.): chacal hembra (según lexicógrafos).
- (n.) un bien adorable, muy querido o deseable (como oro, caballos, etc.), riqueza, fortuna (según el Rig-veda, el Átharva-veda, y el Chāndoguia-upaniṣad).
- (mfn.) relacionado con una yegua (según Patañyali).
- vā́ma mf(ā) izquierda, no correcto, situado en el lado izquierdo (el temblor del ojo o el brazo izquierda se supone que es un buen augurio en mujeres y un mal augurio para varones), según el Śatapatha-brāhmaṇa.
- adverso, inverso, reverso, contrario, opuesto, desfavorable (según el Ka1v. Katha1s).
- engañoso, oblicuo, dúplice (según el Bhāgavata puraṇá).
- refractario, tímido, recatado (en el amor) (según el Sajitia-darpana).
- actuar de manera diferente u opuesta (según el Shakuntalá 4, 18).
- duro, cruel (según la literatura kavia y varios Puranas).
- vil, malvado, básico, bajo, malo (según el Kirata-aryuníia).
- vā́ma (m.): o n.: el lado izquierdo (vāmād dakṣiṇam: de izquierda a derecha; vāmena: del lado izquierdo), según la literatura kavia y el Kathā-sarit-sāgara).
- vā́ma (m.): la mano izquierda (según el Rama-tapaníia-upanishad
- vā́ma (m.): una serpiente (según lexicógrafos).
- vā́ma (m.): un animal, un ser sensible (según lexicógrafos).
- vā́ma n. adversidad, mala fortuna (según el Kathā-sarit-sāgara).
- vā́ma n. las práctica de la mano izquierda de los seguidores de los tantras.

## Prácticas
El Brahma iamala, un texto tántrico, dice que hay tres corrientes de tradición (dakshina, vama y madhyama) caracterizados respectivamente por la predominancia de cada uno de los tres gunas (sattva, rajas y tamas). De acuerdo a este texto, dakshina está caracterizado por sattva, y es puro; vama, caracterizado por rajas, es mezclada; y madhyama, caracterizado por tamas, es impuro. Los Tantras de cada clase siguen una línea particular de prácticas espirituales.
Vamachara está particularmente asociado con el pancha-makara o las “Cinco Ms”(Los Cinco Elementos, que en occidente serían fuego, aire, agua, tierra y "éter") también conocido como pancha-tattva. En términos literales son: madya (vino), mamsa (carne), matsia (pescado), mudra (cereal) y maithuna (relación sexual).
Mudrā usualmente significa ‘gestos rituales de la mano’, pero como parte de las cinco emes significa ‘cereal seco’.
Las tradiciones vamachara ponen estrictos límites en el uso de estas formas literales y advierten en contra del uso no autorizado. De ser usados así ellos animan a la persona a pecar.
Los practicantes de rituales vamachara pueden hacer sustituciones simbólicas de estos elementos literales que no están permitidos en la práctica hindú ortodoxa.
El hecho de que la práctica tántrica puede realizarse sin involucrarse con los pancha-makara literales es enfatizada por Swami Madhavananda, y dice haber sido practicada por numerosos santos.

## Otras lecturas
- Bhattacharya, N. N.: History of the tantric religion. Nueva Delhi: Manohar Publications (segunda edición revisada), 1999; ISBN 81-7304-025-7.
- Brooks, Douglas Renfrew: The secret of the three cities: an introduction to hindu shakta tantrism. Chicago (EE. UU.): University of Chicago Press, 1990; ISBN 0-226-07570-2.
- Macdonell, Arthur Anthony: A practical sanskrit dictionary. Nueva Delhi: Munshiram Monoharlal, 1996; ISBN 81-215-0715-4.
- Prabhananda, Swami: Studies on the tantras. India: The Ramakrishna Mission Institute of Culture (segunda edición), 2000; ISBN 81-85843-36-8.

- Datos: Q1114537